# エイドリアン・ダンバー
エイドリアン・ダンバー（Adrian Dunbar、1958年8月1日 - ）は、北アイルランド出身の俳優。
エニスキレン出身。ギルドホール音楽演劇学校卒業。
映画『マイ・レフトフット』や『クライング・ゲーム』などに出演、また『ヒア・マイ・ソング』（1991年）では監督のピーター・チェルソムと共に脚本を書き、第46回英国アカデミー賞 オリジナル脚本賞にノミネートされた。テレビドラマ『ライン・オブ・デューティ 汚職特捜班』のテッド・ヘイスティングス警視役や、『リドリー 〜退任警部補の事件簿』の主人公アレックス・リドリー役でも知られる。

## 主な出演作品

### 映画
- ガンバス Sky Bandits (1986)
- ワールド・アパート A World Apart (1988)
- 青い夜明け The Dawning (1988)
- マイ・レフトフット My Left Foot (1989)
- ディーラーズ Dealers (1989)
- ヒア・マイ・ソング Hear My Song (1991) 脚本も
- クライング・ゲーム The Crying Game (1992)
- イノセント・ライズ Innocent Lies (1995)
- リチャード三世 Richard III (1995)
- ジェネラル 天国は血の匂い The General (1998)
- ガンズ・アンド・バレット Shooters (2002)
- モー・モーラム 〜不可能を可能にした女〜 Mo (2010) テレビ映画
- グッド・ヴァイブレーションズ Good Vibrations (2012)
- ローズの秘密の頁 The Secret Scripture (2016)
- スノーマン 雪闇の殺人鬼 The Snowman (2017)

### テレビドラマ
- 主任警部モース Inspector Morse (1992)
- 心理探偵フィッツ Cracker (1993)
- フロスト警部 A Touch of Frost (2010)
- ミステリー in パラダイス Death in Paradise (2011)
- 法医学捜査班 silent witness Silent Witness (2012)
- ライン・オブ・デューティ 汚職特捜班 Line of Duty (2012-2021)
- 刑事ジョー パリ犯罪捜査班 Jo (2013)
- ホロウ・クラウン/嘆きの王冠 The Hollow Crown (2016)
- インサイド No.9 Inside No. 9 (2021)
- リドリー 〜退任警部補の事件簿 Ridley (2022- )